# Günther Bachthaler

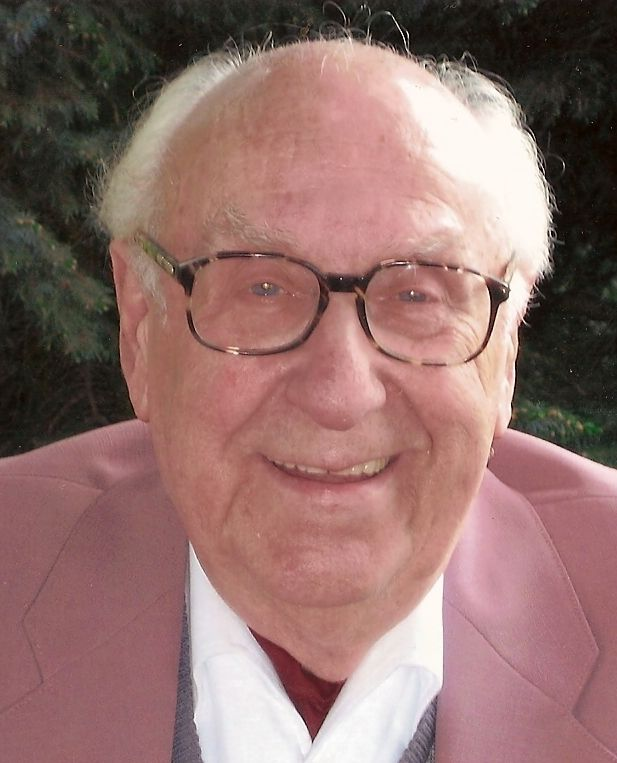
Günther Bachthaler

Günther Bachthaler (* 5. März 1927 in Zwiesel, Bayerischer Wald; † 17. Juni 2007 in Langenbach bei Freising) war ein deutscher Pflanzenbauwissenschaftler und Herbologe.

## Lebensweg
Günther Bachthaler, Sohn einer Beamtenfamilie, wurde nach dem Besuch des humanistischen Gymnasiums in Landshut (Oberbayern) 1943 als Luftwaffenhelfer zum Wehrdienst eingezogen. Eine schwere Verwundung führte zu einem mehrmonatigen Lazarettaufenthalt. Seit Herbst 1945 absolvierte er ein zweijähriges landwirtschaftliches Praktikum. 1947 begann er ein Landwirtschaftsstudium an der Technischen Hochschule München in Freising-Weihenstephan, das er 1950 mit der Prüfung zum Diplomlandwirt abschloss. Seit 1948 war er dort Mitglied des Corps Agronomia.
Nach einer anschließenden zweijährigen Referendariatszeit begann Bachthaler am 1. Januar 1953 bei der damaligen Bayerischen Landesanstalt für Pflanzenbau und Pflanzenschutz in München eine über 40-jährige Tätigkeit als Berater, Forscher und Dozent im Dienst des Freistaates Bayern: zunächst bis 1959 als Leiter der Dienststelle des Bezirkssachbearbeiters für Pflanzenschutz für den Regierungsbezirk Niederbayern in Deggendorf, dann als Fachdozent für Pflanzenbau an der neu gegründeten Höheren Ackerbauschule in Rotthalmünster (Kreis Passau) und ab 1966 als Abteilungsleiter für Pflanzenbau an der Landesanstalt für Bodenkultur, Pflanzenbau und Pflanzenschutz in München. Als diese Institution 1972 mit der Bayerischen Landessaatzuchtanstalt Weihenstephan zur Bayerischen Landesanstalt für Bodenkultur und Pflanzenbau in Freising-München (LBP) fusionierte, übernahm er die Leitung der Abteilung Versuchswesen und Information (später: Versuchs- und Untersuchungswesen). Vom 1. April 1989 bis zu seiner Pensionierung am 1. Januar 1992 war Bachthaler Vizepräsident dieser Landesanstalt.

## Forschung, Lehre und Beratung
Seine wissenschaftliche Qualifikation erwarb sich Bachthaler 1957 mit der Promotion bei Gustav Aufhammer am Institut für Pflanzenbau und Pflanzenzüchtung der Technischen Hochschule München-Weihenstephan. Das Thema seiner Dissertation über die Keimungsphysiologie des Flughafers und die Bekämpfungsmöglichkeiten zeigt bereits die Arbeitsschwerpunkte seiner zukünftigen Forschungstätigkeit: Unkrautbiologie, Unkrautökologie und Unkrautkontrolle. Aufgrund seiner Habilitation im Jahre 1967 an dieser Hochschule mit einer Schrift über die Entwicklung der Unkrautflora in Abhängigkeit von veränderten Anbau-, Pflege- und Erntemethoden erwarb er die Venia legendi für das Fach Pflanzenbau. Seitdem hielt er als Privatdozent und seit 1974 als außerplanmäßiger Professor an der Technischen Universität München-Weihenstephan Vorlesungen über das Gesamtgebiet der Unkrautkunde (Herbologie).
Durch seine Vorlesungen, seine Tätigkeit als landwirtschaftlicher Berater und vor allem durch zahlreiche Publikationen gehörte Bachthaler für mehrere Jahrzehnte zu den führenden Unkrautforschern. Grundlegende Untersuchungsergebnisse zur Entwicklung der Unkrautflora auf Ackerflächen hat er im „Bayerischen Landwirtschaftlichen Jahrbuch“, in der „Zeitschrift für Acker- und Pflanzenbau“ und in phytomedizinischen Fachzeitschriften veröffentlicht. Beachtenswert ist sein 1963 erschienenes Buch Chemische Unkrautbekämpfung auf Acker und Grünland. Bedeutende Verdienste erwarb sich Bachthaler auch auf dem Gebiet der Fruchtfolgeforschung. Die Ergebnisse seiner umfangreichen Dauerversuche auf unterschiedlichen Standorten in Bayern hat er in dem Buch Fruchtfolge und Produktionstechnik (1979) veröffentlicht. Außerdem war er Mitautor und zeitweise Schriftleiter des bis 2006 in zwölf Auflagen erschienenen Lehrbuches Pflanzliche Erzeugung.
Bachthaler engagierte sich in mehreren landwirtschaftlichen Fachgesellschaften. Von 1973 bis 1978 war er Vorstandsmitglied in der Gesellschaft für Pflanzenbauwissenschaften. Zahlreiche Auslandsreisen zum Studium des Landbaus führten ihn in andere europäische Länder, nach Ost- und Zentralafrika, Nord-, Mittel- und Südamerika, Asien, Australien und Neuseeland.

## Wichtigste Veröffentlichungen
- Untersuchungen zur Keimungsphysiologie des Flughafers (Avena fatua L.) im besonderen Hinblick auf sein zunehmendes Auftreten in Bayern und seine derzeitigen wirtschaftlichen Bekämpfungsmöglichkeiten. Landw. Diss. Techn. Hochsch. München 1957. Maschinenschr. vervielf. – Auszug in: Zeitschrift für Acker- und Pflanzenbau Bd. 103, 1957, S. 128–156.
- Chemische Unkrautbekämpfung auf Acker und Grünland. Bayerischer Landwirtschaftsverlag München 1963; 2. Aufl. ebd. 1968.
- Die Entwicklung der Unkrautflora in Abhängigkeit von veränderten Anbau-, Pflege- und Erntemethoden unter Betonung der Schadgräserarten sowie Untersuchungen zu deren wirksamer Bekämpfung. Habil.-Schr. Fak. für Landwirtschaft und Gartenbau, Techn. Hochsch. München 1967. Maschinenschr. vervielf. – Zugl. in: Zeitschrift für Acker- und Pflanzenbau Bd. 127, 1968, S. 149–170 u. 327–358.
- Pflanzliche Erzeugung (Reihe: Die Landwirtschaft. Lehrbuch für Landwirtschaftsschulen). BLV Verlagsgesellschaft München 1968; 12. völlig neubearbeitete und erweiterte Aufl. 2006. – Bachthaler war Mitautor in fast allen Auflagen und für die 9. Aufl. (1987) und 10. Aufl. (1992) zugleich Schriftleiter.
- Fruchtfolge und Produktionstechnik. BLV Verlagsgesellschaft München 1979. Buchreihe: Wissen für die Praxis.